# Izegem Tribes 2019
Questa voce raccoglie le informazioni riguardanti gli Izegem Tribes nelle competizioni ufficiali della stagione 2019.

## BAFL National Division 2019

### Stagione regolare
| Sint-Denijs-Westrem 10 febbraio 2019, ore 15:00 | Izegem Tribes | 6 – 22 | Ghent Gators |  |

| Grez-Doiceau 24 febbraio 2019, ore 14:00 | Izegem Tribes | 49 – 0 | Grez-Doiceau Fighting Turtles |  |

| Sint-Denijs-Westrem 10 marzo 2019, ore 12:00 | Izegem Tribes | 52 – 0 | Leuven Lions |  |

| Izegem 31 marzo 2019, ore 15:00 | Waterloo Warriors | 0 – 48 | Izegem Tribes |  |

| Korbeek-Lo 7 aprile 2019 | Izegem Tribes | 44 – 6 | Mons Knights |  |

| Izegem 19 maggio 2019, ore 15:00 | Andenne Bears | 0 – 48 | Izegem Tribes |  |

| Ghlin 2 giugno 2019, ore 12:00 | Waasland Wolves | - – - (annullata) | Izegem Tribes |  |

### Playoff
| Puurs 23 giugno 2019, ore 14:00 | Antwerp Argonauts | 22 – 20 (d.t.s.) | Izegem Tribes |  |

## Statistiche di squadra
| Competizione | %Vittorie | In casa | In casa | In casa | In casa | In casa | In casa | In trasferta | In trasferta | In trasferta | In trasferta | In trasferta | In trasferta | Totale | Totale | Totale | Totale | Totale | Totale |
| Competizione | %Vittorie | G       | V       | N       | P       | Pf      | Ps      | G            | V            | N            | P            | Pf           | Ps           | G      | V      | N      | P      | Pf     | Ps     |
| ------------ | --------- | ------- | ------- | ------- | ------- | ------- | ------- | ------------ | ------------ | ------------ | ------------ | ------------ | ------------ | ------ | ------ | ------ | ------ | ------ | ------ |
| Campionato   | .833      | 4       | 3       | 0       | 1       | 151     | 28      | 2            | 2            | 0            | 0            | 96           | 0            | 6      | 5      | 0      | 1      | 247    | 28     |
| Playoff      | .000      | 0       | 0       | 0       | 0       | 0       | 0       | 1            | 0            | 0            | 1            | 20           | 22           | 1      | 0      | 0      | 1      | 20     | 22     |
| Totale       | .714      | 4       | 3       | 0       | 1       | 151     | 28      | 3            | 2            | 0            | 1            | 116          | 22           | 7      | 5      | 0      | 2      | 267    | 50     |